# Леонид Трауберг
Леонид Трауберг е руски сценарист, режисьор, изследовател.

## Биография
Учи в студия към Комичната опера в Петроград, дн. Санкт Петербург.
През 1919 г. организира театрална студия в Одеса, а през 1921 г. заедно с Григорий Козинцев създава Фабрика на ексцентричния актьор (ФЕКС).
Преподавател е в Ленинградския институт за сценично изкуство (1926 – 1934 г.), а през 1962 – 1968 г. ръководи Висшите режисьорски курсове в Москва.

## Творчество
От 1924 – 1925 г. до 1945 г. работи в киното заедно с Козинцев. Първите им съвместни филми са:
- „Похожденията на Октябрина“ (1924 г.),
- „Дяволското колело“ (1926 г.),
- „Шинел“ (1926 г.),
- „С.В.Д.“ (1927 г.),
- „Новият Вавилон“ (1929 г.),
- „Сама“ (1931 г.).

Митологизация на Октомврийската революция Трауберг и Козинцев осъществяват в своята трилогия за Максим – „Младостта на Максим“ (1935 г.), „Завръщането на Максим“ (1937 г.) и „Виборгска страна“ (1939 г.).
Режисьор е и на филмите:
- „Актрисата“ (1943 г.),
- „Обикновени хора“ (1945 г., премиера 1956 г.),
- „Вървяха войниците“ (1959 г.),
- „Мъртви души“ (1960 г.),
- „Волният вятър“ (1961 г.).

Сценарист е на редица филми, по-известни от които са:
- „Болница“ (1956 г.),
- „Две години над пропастта“ (1967 г.).

Автор е на книгите:
- „Как станах режисьор“ (1946 г., съвместно с Григорий Козинцев)
- „Когато звездите бяха млади“ (1976 г.)
- „Филмът започва…“ (1977 г.)
- „Дейвид Уорк Грифит“ (1981 г.)
- „Светът наопаки“ (1984 г.)